# Verbascum blancheanum
Verbascum blancheanum är en flenörtsväxtart som beskrevs av Pierre Edmond Boissier. Verbascum blancheanum ingår i släktet kungsljus, och familjen flenörtsväxter. Inga underarter finns listade i Catalogue of Life.